# Ájtte, Svenskt fjäll- och samemuseum

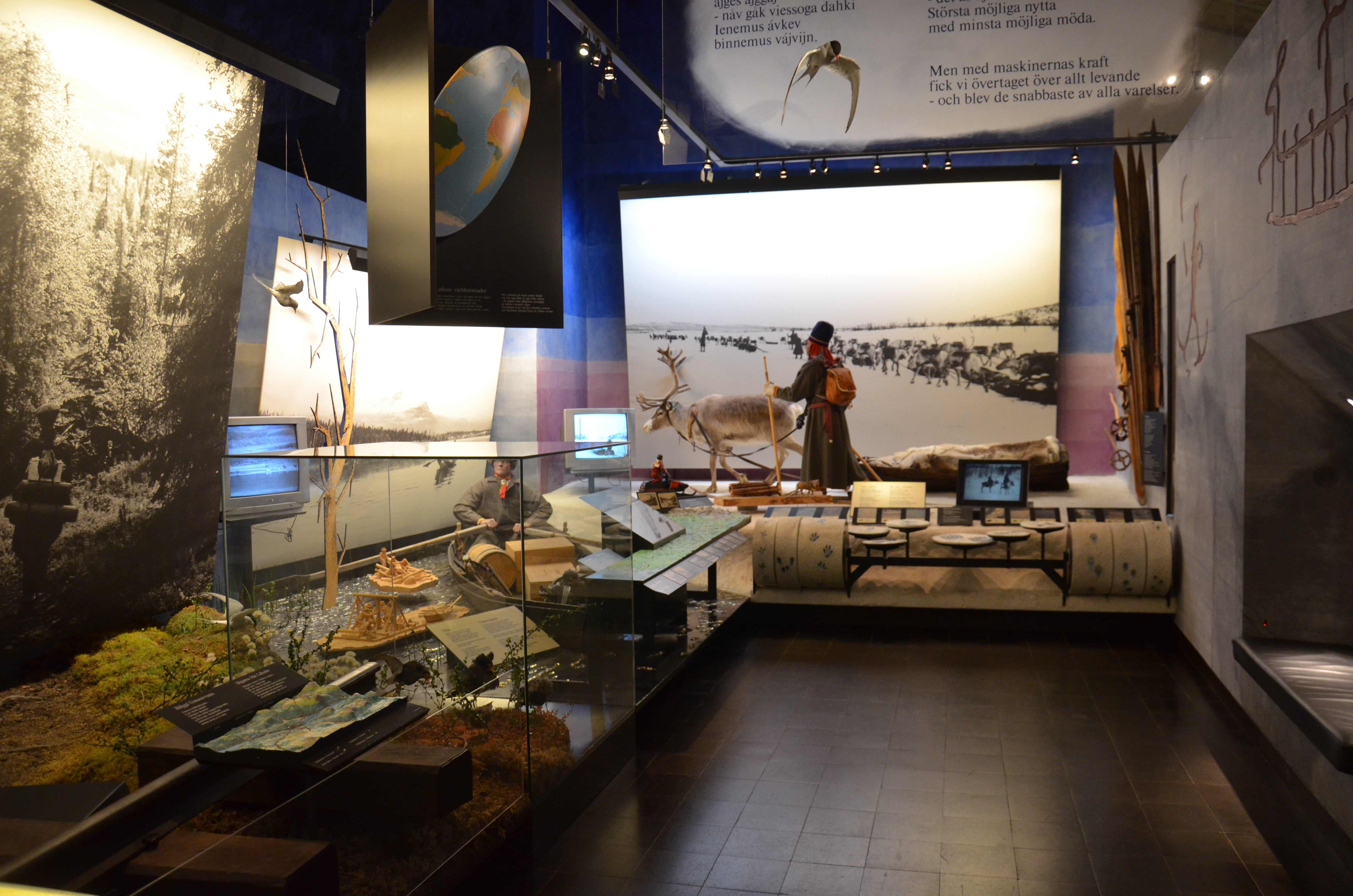
Basutställning om samiskt nomadliv.

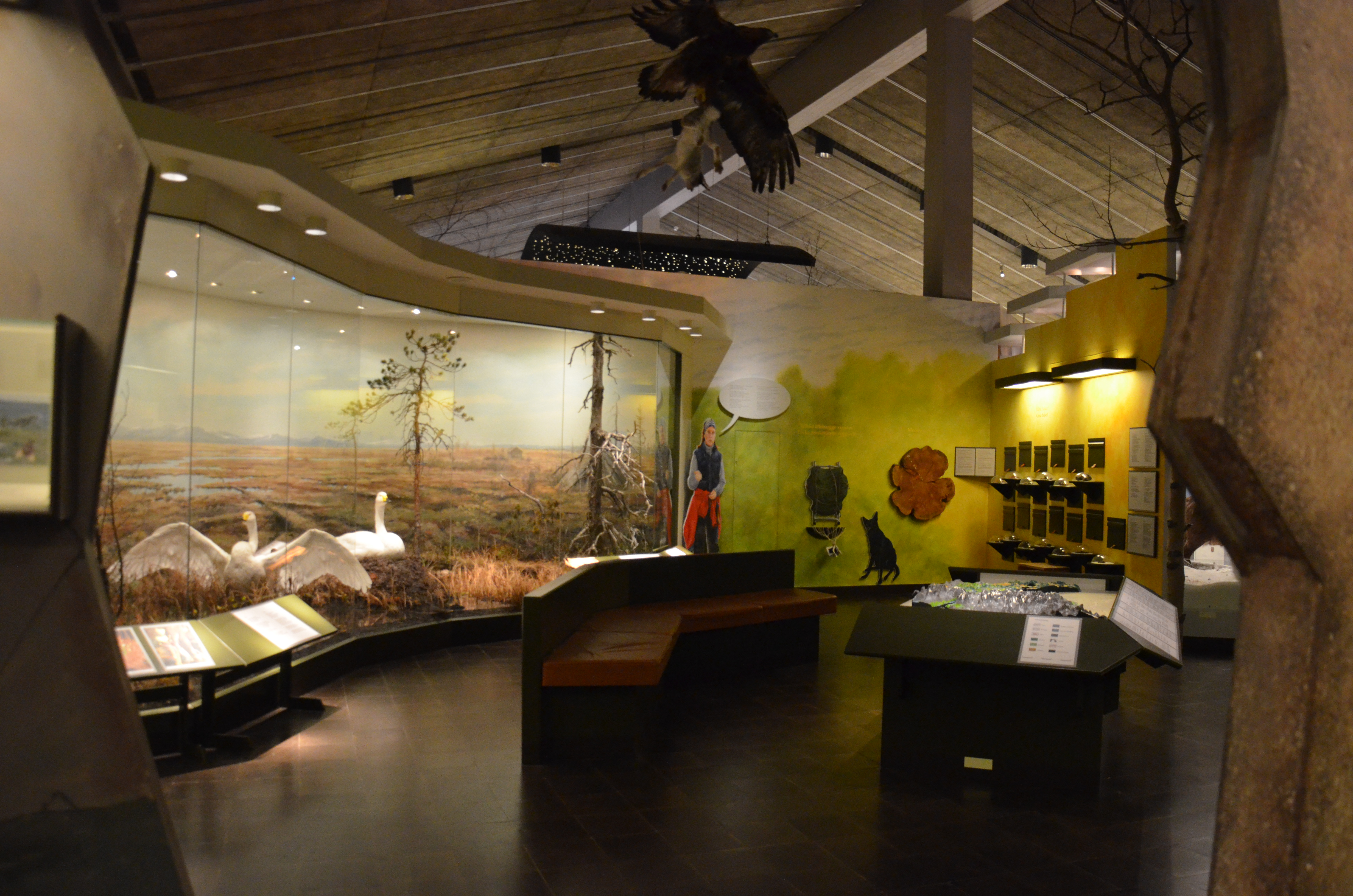
Diorama om fjällnatur.

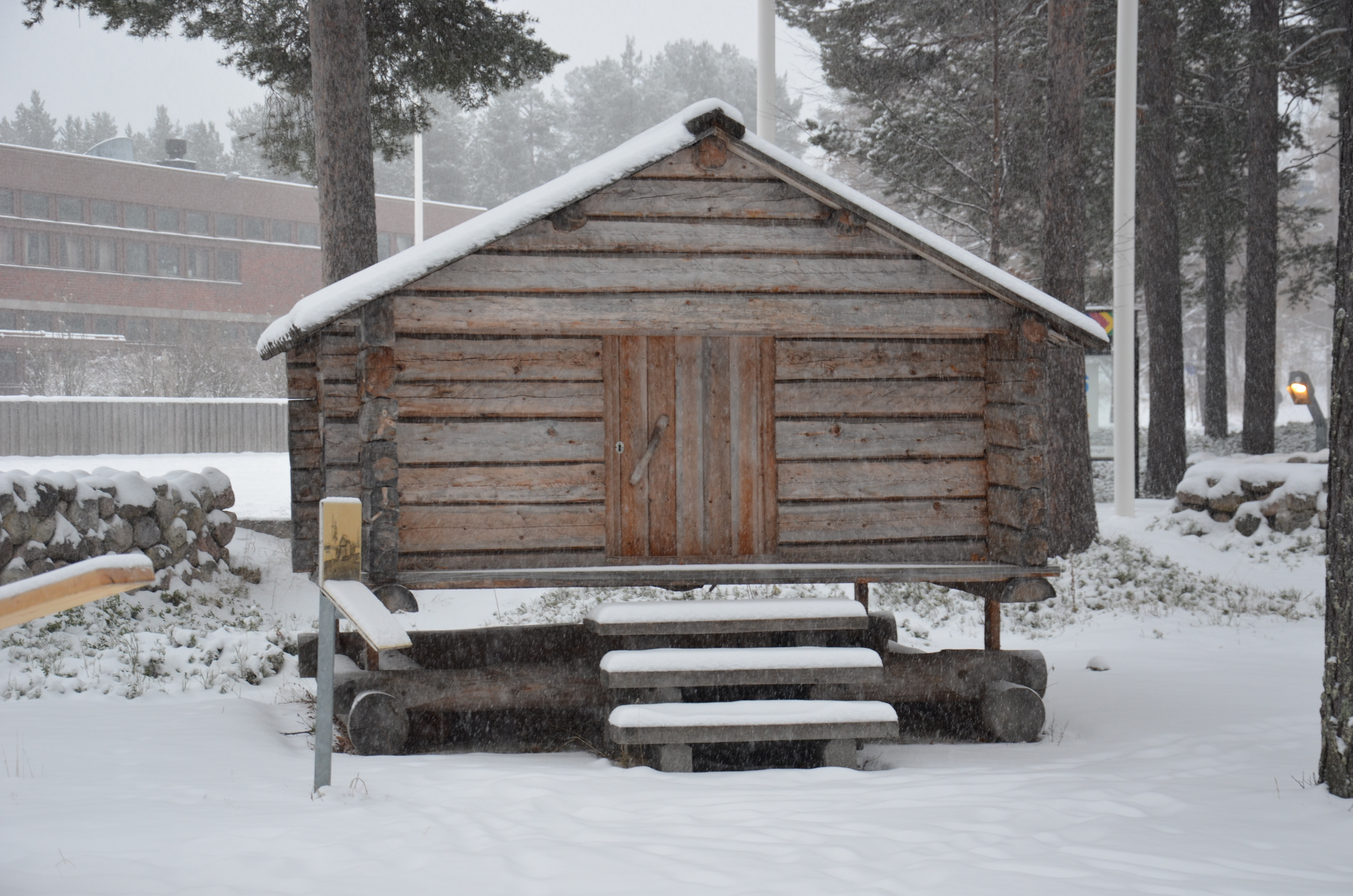
En förrådsbod (ájtte på lulesamiska) utanför Ájtte, Svenskt fjäll- och samemuseum.

Ájtte, Svenskt fjäll- och samemuseum är ett stiftelseägt kultur- och naturhistoriskt museum i Jokkmokk. 
Ájtte är specialiserat på fjällvärldens kultur och natur och är huvudmuseum för den samiska kulturen i Sverige. Det fungerar också som informationscentrum för fjällturism. Ordet ájtte står för en typ av förrådsbod på lulesamiska.
De nuvarande basutställningarna på museet består av Tidens gång, Nybyggarliv, Dräkt och Silver, Laponia, Att reda sig, Trumtid, En isande vandring. LaponiaMania, Duodje – samiskt hantverk och På väg.
Ájtte öppnade i juni 1989 och har ungefär 25 anställda. Det drivs av en stiftelse, som bildades 1983 av svenska staten, Norrbottens läns landsting, Jokkmokks kommun, Svenska Samernas Riksförbund och Same Ätnam. Enligt finansieringsavtal från samma tidpunkt förbinder sig staten, landstinget och kommunen att anslå medel som var resultatet av en vattendom ("Sjöfallsdomen"). Regeringen utser styrelsens ordförande och tre av ledamöterna. Pengarna från staten, som utbetalas via Vattenfall AB, utgör ungefär hälften av museets driftsbudget.

## Jokkmokks fjällträdgård
Ájtte har sedan 1995 en fjällbotanisk trädgård vid Kvarnbäcken i Jokkmokk, där fjällväxter från olika miljöer odlas. I trädgården finns även en av Axel Hambergs hundraåriga forskarstugor från Sarek.

## Biologiska samlingar
Museet har ambitionen att skapa representativa referenssamlingar, och har bland annat omkring 12 500 insekter (mest skalbaggar), närmare 3000 däggdjur och fåglar, och uppåt 6000 kärlväxter, mossor, lavar och svampar (2013). Museet har en konservatorsateljé, och tar hand om och behåller statens vilt inom sitt verksamhetsområde. Av varje djur sänds prover till Naturhistoriska Riksmuseets miljöprovbank, så att framtida forskare bland annat kan analysera miljögifter.